# Abe Lord Creek
Abe Lord Creek – rzeka w Stanach Zjednoczonych, w stanie Nowy Jork, w hrabstwie Delaware. Zarówno długość cieku, jak i powierzchnia zlewni nie są znane. Rzeka jest dopływem rzeki Delaware, wpływa do tejże w miejscowości Hancock.